# Стефан Афендулидис
Стефан (на гръцки: Στέφανος) е гръцки православен духовник.

## Биография
Роден е със светското име Фотиос Афендулидис (Φώτιος Αφεντουλίδης) в 1923 година в Пирея. В 1954 година завършва богословие. Ръкоположен е за дякон през 1946 г. и за свещеник през 1950 година. Работи като секретар и протосингел на Воденската и Солунската митрополия.
На 16 март 1958 г. е ръкоположен за титулярен талантски епископ, викарий на солунския митрополит. На 13 юли 1974 г. е избран за трикийски и стагийски митрополит. През 1979 г. подава оставка, която оттегля 24 часа по-късно, но тя вече е приета и следват две години безуспешни за Стефан съдебни дела.
Умира на 29 декември 2003 година.